# Kudreš
Kudreš (cyr. Кудреш) – wieś w Serbii, w okręgu braniczewskim, w gminie Golubac. W 2011 roku liczyła 154 mieszkańców.